# Jan Birkelund
Jan Birkelund (Oslo, 10 novembre 1950 – Ullern, 28 febbraio 1983) è stato un calciatore norvegese, di ruolo difensore.

## Carriera

### Giocatore

#### Club
Birkelund giocò con le maglie di Skeid e Lillestrøm. Avrebbe potuto concludere la carriera con la finale della Coppa di Norvegia 1978, ma non poté giocarla: si ritirò poco prima, a causa di una disfunzione del cuore che gli era stata diagnosticata dai medici e che lo avrebbe portato alla morte pochi anni dopo.
Totalizzò 130 apparizioni nella massima divisione norvegese.

#### Nazionale
Vestì la maglia della Norvegia in 33 occasioni.

### Allenatore
Nel 1981 diventò allenatore dell'Ullern. Ricoprì l'incarico fino al 28 febbraio 1983, quando morì nel corso di una sessione di allenamento.

## Palmarès

### Giocatore

#### Club

##### Competizioni nazionali
- Coppa di Norvegia: 3

Skeid: 1974
Lillestrøm: 1977, 1978
- Campionato norvegese: 1

Lillestrøm: 1977